# Teucholabis (Teucholabis) leridensis
Teucholabis (Teucholabis) leridensis is een tweevleugelige uit de familie steltmuggen (Limoniidae). De soort komt voor in het Neotropisch gebied.